# Бентливил (Пенсилванија)
Бентливил (енгл. Bentleyville) град је у америчкој савезној држави Пенсилванија.

## Демографија
По попису из 2010. године број становника је 2.581, што је 79 (3,2%) становника више него 2000. године.
| Група             | 2000.         | 2010.         |
| Белци             | 2.411 (96,4%) | 2.446 (94,8%) |
| Афроамериканци    | 38 (1,5%)     | 69 (2,7%)     |
| Азијати           | 1 (0,0%)      | 6 (0,2%)      |
| Хиспаноамериканци | 12 (0,5%)     | 19 (0,7%)     |
| Укупно            | 2.502         | 2.581         |